# 温知政要
『温知政要』（おんちせいよう）は、江戸時代の大名尾張藩第七代藩主徳川宗春によって記された1731年の政教書。尾張藩儒官深田慎斎宗信が添削している。
宗春は、享保15年(1730年)11月28日、尾張七代藩主となる。すぐに、この政治宣言の著述を表しはじめ、翌享保16年（1731年）3月に脱稿。御手刷版は、享保17年（1732年）に刷られ、主だった尾張藩士に配られている。書写版が出まわり、流行仕掛けたときに、京の出版所に依頼してあった普及版は、幕府京都所司代牧野英成の京都町奉行所によって、出版差止めとなる。宗春隠居謹慎後は、尾張藩内の御手刷版も回収処分されたために、現存数は少ないが、幾つかの御手刷版と写本が残されている。

## 影響
『温知政要』という言葉は『論語』の「温故知新」および『貞観政要』の影響が認められる。また第六条の適材適所の思想には、当時流行した荻生徂徠の思想の影響が見られる。本文中に『大学』の明徳に関して記され、『 孟子（梁恵王上』の「仁者に敵なし」、『論語』の「用を節して人を愛す」等が引用されている。

京の儒学者中村平吾（中村三近子）は、この書を激賞し注釈書『温知政要輔翼』を著している。

## 内容
二十一箇条からなる。概要を記すと
序文
第一条 ： 大きな愛と広い寛容の心で仁徳ある政を
第二条 ： 愛に敵なし　権現様のように仁者であれ
第三条 ： 冤罪は国の恥　罪科はとことん調べつくせ
第四条 ： 継続は力なり　私欲に走らず、志を最後まで
第五条 ： 学問の第一は愛情　小賢しい学問より自分自身に正しくあれ
第六条 ： 適材適所　どんなものにもそれぞれの能力がある
第七条 ： 好きこそものの上手なれ　他の者の心情を察するように
第八条 ： 規制は必要最小限で良い　法令は少ないほど守ることができる
第九条 ： お金は活かして使え　過度な倹約省略はかえって無益になる
第十条 ： 生かすも殺すも庶民の知恵　押し付けではなくまずは仲良く
第十一条 ： ストレスなしが養生一番　怠けなければ心身ともに健康である
第十二条 ： 芸能は庶民の栄養　見世物や茶店などを許可する
第十三条 ： 先達はあらまほしきこと　どんなことでも事情通であれ
第十四条 ： 芸道は偉大　あらゆる芸事を数年で身につくとは思わぬように
第十五条 ： 若者への諫言には若気の至りをもって　異なる意見は相手の年齢を考えて
第十六条 ： 失敗は発明の母　大器量の者でも若い頃は羽目を外すことはある
第十七条 ： 人の命は金では買えんぜ　生命は尊く、常日頃の用心が肝要
第十八条 ： 何事も庶民目線で　世間の事情によく通じ深い愛情を示せ
第十九条 ： 天下の政治は緩急自在で　国の改革はゆっくりと普段の用件は速やかに
第廿条 ： 改革は文殊の知恵で　自分ひとりではなく良き補佐が大切
第廿一条 ： 「まぁええがゃぁ」が臣下に対する主君の心得。古参新参・男女等を問わず平等に深く愛情を示せ

## 序文の原文
古より国を治め民を安んするの道は仁に止るる也とそ

我武門貴族の家に生るといへとも衆子の末席に列り

且生質疎懶にして文学に暗く何のわきまえもなかりし中

幕府衹候の身となり恩恵渥く蒙りしうへ

はからすも嫡家の正統を受續き藩屏の重職に備れり

熟思惟するに天下への忠誠を尽し先祖の厚恩を報せん事は

国を治め安くし臣民を撫育し

子孫をして不義なからしむるより外有まし故に

日夜慈悲愛憐の心を失わす万事廉直にあらん為

思ふるを其侭に和字に書付け一巻の書となして諸臣に附與す

是我本意を普く人にもしらしめ永く遂行ふへき誓約の證本なるうへ

正に上下和熟一致にあらん事を欲するか為に云

　享保十六辛亥三月中浣

　参議尾陽侯源宗春書

## 影響を与えたと考えられる書
- 『仮名貞観政要』
- 『六諭衍義大意』
- 『論語』
- 『大学』
- 『孟子』